# Montelupo Fiorentino
Montelupo Fiorentino è un comune italiano di 14 308 abitanti della città metropolitana di Firenze in Toscana. Il castello duecentesco in riva sinistra d'Arno, dove si immette la Pesa che nasce nel Chianti, segna insieme al dirimpettaio castello di Capraia l'inizio del Valdarno inferiore. Vi nacque nel 1469 Baccio da Montelupo, scultore rinascimentale, padre dello scultore e architetto Raffaello da Montelupo.
Borgo celebre per la produzione di ceramica, terracotta e vetro, oltreché per la presenza della Villa medicea dell'Ambrogiana, posta direttamente sul fiume Arno, con approdo e grotta fluviale. La villa è stata sede fino al 2017 di un noto ospedale psichiatrico giudiziario (in passato, manicomio criminale), che ospitò diversi personaggi noti, come gli anarchici Giovanni Passannante e Pietro Acciarito, entrambi attentatori alla vita di Umberto I di Savoia.

## Geografia fisica

### Territorio
Il comune di Montelupo Fiorentino è situato nel Valdarno e si trova tra il fiume Arno e le colline della Valdelsa. È il primo centro urbano principale che si trova, seguendo il corso del fiume Arno, nella parte più orientale della valle, detta Valdarno inferiore. Il territorio abitato è prevalentemente pianeggiante, ma il comune si estende su un territorio per la maggior parte collinoso dove sorgono però alcune frazioni. Sebbene il comune di Montelupo Fiorentino sia prevalentemente urbanizzato, in esso sono presenti delle aree boschive in prossimità delle zone collinari.
- Classificazione sismica: zona 3 (sismicità bassa), delibera n. 878 dell’8 ottobre 2012[5]

### Idrografia
Il comune di Montelupo Fiorentino è attraversato dal torrente Pesa, che proprio in territorio comunale, confluisce nel fiume Arno, il quale stabilisce il confine tra il comune di Montelupo Fiorentino e il comune di Capraia e Limite. Entrambi i fiumi scorrono vicino al centro storico di Montelupo. La Pesa scorre attraversando l'intero paese, dividendo il centro di Montelupo in due parti: la parte storica (a Nord) e la parte più recente (a Sud). Un altro corso d'acqua di relativa importanza è quello del torrente Turbone, che sfocia nella Pesa nella frazione con l'omonimo nome: Turbone.
Nella frazione di Sammontana inoltre si trova un piccolo lago, creato negli anni Sessanta attraverso una diga alta più di 15 metri per trattenere l'acqua del rio di Sammontana, generando anche una riserva idrica per irrigare i campi e un luogo di pesca. Il lago di Sammontana risulta dal 2017 inagibile per motivi di sicurezza ma dal 2024 sono iniziati i lavori per salvare il lago.  Nella frazione di Pulica invece si trova il lago del Virginio, alimentato dal torrente Virginio, un affluente della Pesa.

### Clima
Dal punto di vista climatico, Montelupo Fiorentino ha un clima temperato con estati calde e secche e inverni freschi e abbastanza umidi; secondo la classificazione dei climi di Köppen, quello fiorentino risulta un clima temperato umido (Cfa). Le precipitazioni medie annue si aggirano sugli 800-900 mm distribuite prevalentemente in autunno e in primavera e minime in estate. I venti più presenti sono la Tramontana, proveniente da nord-est, e lo Scirocco, proveniente da sud-ovest.
Negli ultimi anni si è registrato un aumento nelle temperature sia estive che invernali, che causano la secca della Pesa durante i mesi più caldi. Le precipitazione sono più irregolari, si hanno infatti molti eventi di piogge intense.
- Classificazione climatica: zona D, 1669 GG
- Diffusività atmosferica: alta, Ibimet CNR 2002

## Storia
La frequentazione dell'area di Montelupo non ha soluzione di continuità fino dal Paleolitico. Di ciò sono testimoni le numerose stazioni preistoriche che sono state individuate negli ultimi venti anni nel territorio comunale.
Della frequentazione in età classica si ha testimonianza attraverso varie sepolture etrusche recentemente emerse nell'area del centro storico cittadino e con la scoperta di una villa romana di età repubblicana. Il luogo era noto come Mansio ad Arnum, come risulta anche dalla Tabula Peutingeriana, ed è probabile che nella zona ci fosse un ponte che, in età romana, permetteva il superamento del fiume Arno.

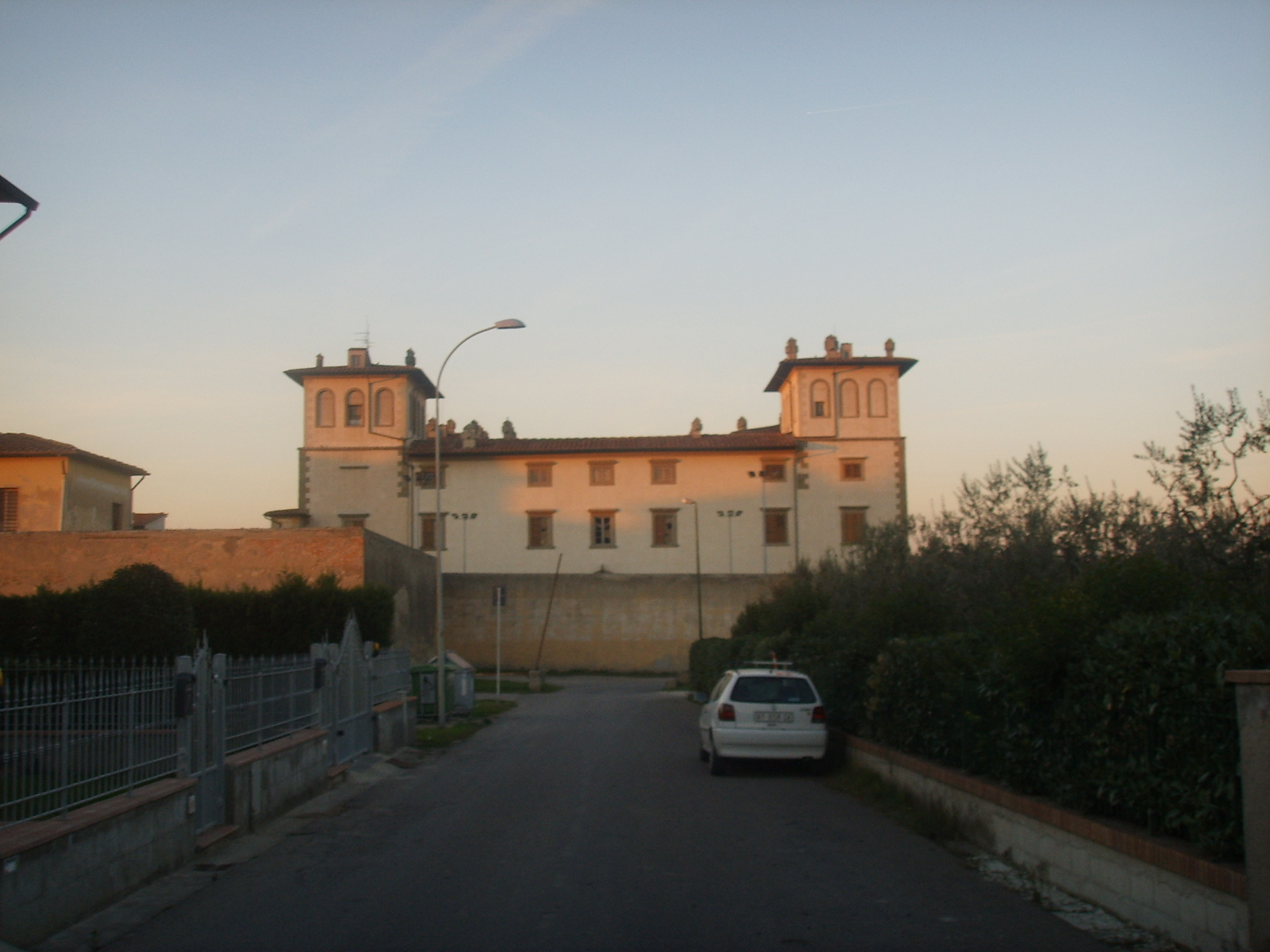
Villa dell'Ambrogiana

Con la crisi del V e VI secolo, a fronte della minaccia rappresentata dalle orde barbariche, la popolazione abbandonò le pianure per raggiungere le alture della zona. Il fenomeno raggiunse il suo apice durante il X secolo, al tempo delle lotte per il potere delle grandi famiglie Guidi, Carolingi e Alberti. Questi ultimi realizzarono nella zona una fitta rete di strutture militari, di cui facevano parte le postazioni di Capraia e Montelupo.
Alla fine del XII secolo, inizia la fase di espansione di Firenze che, nella zona, trovò la fiera opposizione dei Conti Alberti. All'inizio del XIII secolo, la postazione di Montelupo viene distrutta dai Fiorentini, che, sullo stesso luogo, edificarono un "castello" murato, vero e proprio simbolo della dominazione sul territorio.
Verso la fine del XIV secolo, Montelupo (che non ha mai avuto la denominazione di Malborghetto, vera e propria invenzione romantica) diventò un "borgo murato" del contado fiorentino. Le mura vennero costruite nel 1348 (anno della peste nera) e al 1414 risale lo Statuto del Potestà.
Fino a tutto il XVI secolo, Montelupo visse la sua "epoca d'oro". Verso la metà del XVII secolo, complice anche la peste che colpì duramente anche questa zona, iniziò il periodo di decadenza che, irreversibilmente, portò Montelupo ad un drastico ridimensionamento, che toccò il suo culmine alla fine del XVIII secolo.
Da allora e fino al secondo dopoguerra, Montelupo si trovò "a margine" di tutto. Il paese è stato scosso nell'ultima metà del novecento da alcuni eventi naturali a carattere disastroso. I più rilevanti sono le alluvioni del 1949 e 1966 e quella del 1992. In questi 3 eventi infatti, l'Arno, a nord di Montelupo, e la Pesa, torrente sul cui sbocco sorge la cittadina, esondarono sommergendo fin sotto 4 metri d'acqua il paese (2 metri nel 1992).

### Maiolica di Montelupo
Montelupo, con la sua maiolica, fu uno dei centri di produzione ceramica più importante del Rinascimento, a livello italiano ed europeo.
La storia iniziò alla fine del Duecento, con la produzione di manufatti con decorazione di ispirazione ispano-moresca (motivi blu e decorazione a prevalenza verde).
Da allora, e per più di tre secoli, le fornaci si sono moltiplicate all'interno delle mura cittadine (costruite a metà del Trecento), fino a superare le 50 unità alla fine del Quattrocento. Il livello di produzione fu tale che necessitò un editto del podestà per vietare che le enormi quantità di scarti e residui di lavorazione venissero gettate nell'adiacente fiume Pesa, onde evitare che potesse esserne deviato il flusso.

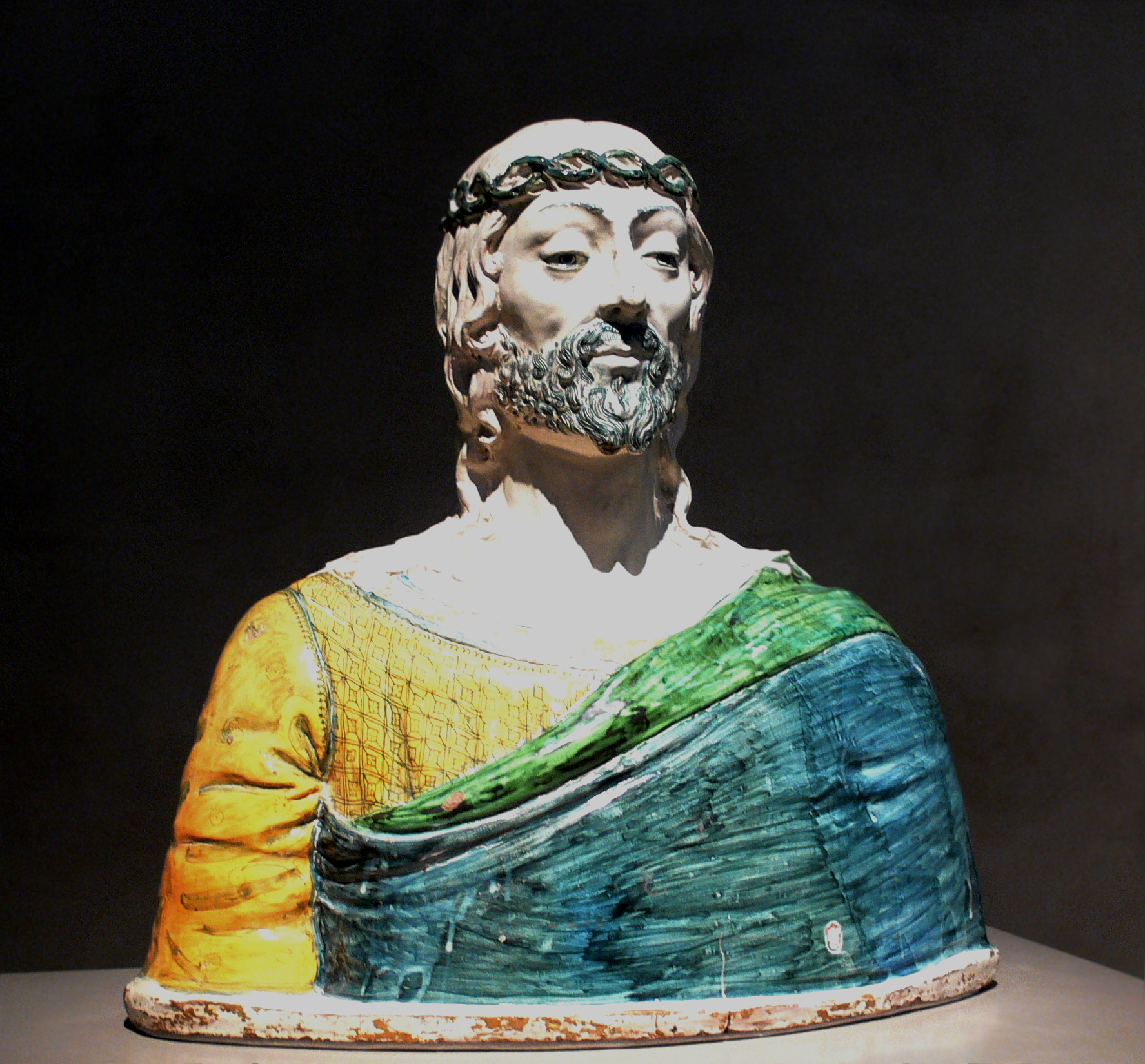
Ecce homo, ceramica di Montelupo conservata al Getty Center, Los Angeles, California

Verso la metà del Quattrocento, Montelupo divenne protagonista del fenomeno della "circolazione delle tecniche e del sapere" che caratterizzò quel periodo storico: artisti montelupini andarono a lavorare a Faenza e a Cafaggiolo ed è documentata la presenza di ceramisti di Montelupo anche a Caltagirone, dove dettero nuovo impulso alle relative tradizioni ceramiche che continuano ancora oggi. Alcuni pezzi di ceramica montelupina sono stati ritrovati nei siti archeologici dell'America Centrale connessi con i primi insediamenti Europei nella zona, così come nelle Filippine e in Scozia.
Montelupini sono alcuni fra i più begli esempi di maiolica rinascimentale istoriata che fanno bella mostra di sé nei più importanti musei del mondo (Cluny e Victoria and Albert Museum, per dirne alcuni), anche se, spesso, con etichette e didascalie non propriamente corrette. E dalla produzione istoriata nacque il decoro montelupino sicuramente più famoso, ossia i secenteschi "Arlecchini", raffigurazioni satirico-naif dei personaggi allora più famosi e temuti, i Lanzichenecchi al soldo di Carlo V.
Alla fine del Seicento, dopo che fu terminata la produzione di splendidi manufatti per le Farmacie fiorentine dei domenicani di San Marco e di Santa Maria Novella, iniziò il lento ma inesorabile declino della produzione ceramica di Montelupo. Soltanto grazie alla produzione di "pentole" di Capraia la tradizione sopravvisse durante il XVIII e XIX secolo. La memoria della grande ceramica di Montelupo, così, si perse. Nel corso del Novecento rimasero comunque attive manifatture come la "Fanciullacci", fondata nel 1862 da Raffaello Fanciullacci come "Fornace Bardi Capraia", e la manifattura "Maioliche artistiche Guido Bitossi", fondata nel 1921 ove lavorò tra gli altri il ceramista Aldo Londi insieme al designer Ettore Sottsass. Più tardi fu fondata nel 1946 da Natale Mancioli la "Mancioli & C." che assunse importanza con produzione di maiolica e terraglie moderne, tradizionali e rustiche, per la tavola e per la casa, in collaborazione con artisti e designer. La manifattura trasferì la produzione a metà degli anni 60 ad Altopascio.
Nel 1977 i volontari del Gruppo archeologico di Montelupo Fiorentino scoprirono, all'interno del castello che dominava il borgo medievale, la bocca di un grande pozzo (il "pozzo dei lavatoi"), riempito di frammenti di ceramica dalle fornaci cittadine. I ritrovamenti sono esposti nel museo della ceramica di Montelupo. Sul coperchio del pozzo vi è un'opera di Lucio Perone che racconta il ritrovamento.

### Simboli

Bandiera civica

Lo stemma comunale è stato riconosciuto con DCG del 22 ottobre 1936.
Il gonfalone è un drappo di rosso.

## Monumenti e luoghi d'interesse

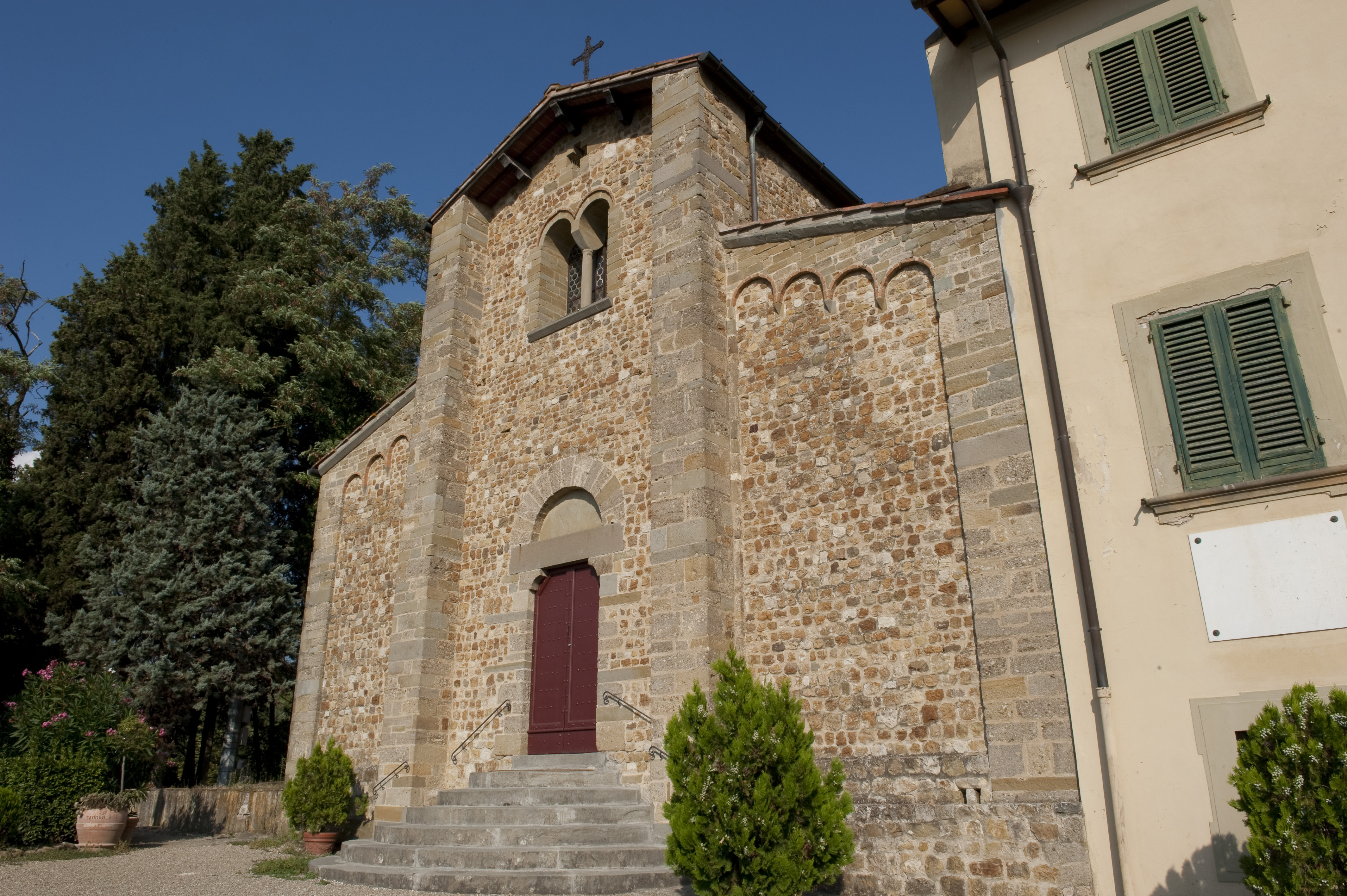
Chiesa di Santa Maria a Sammontana

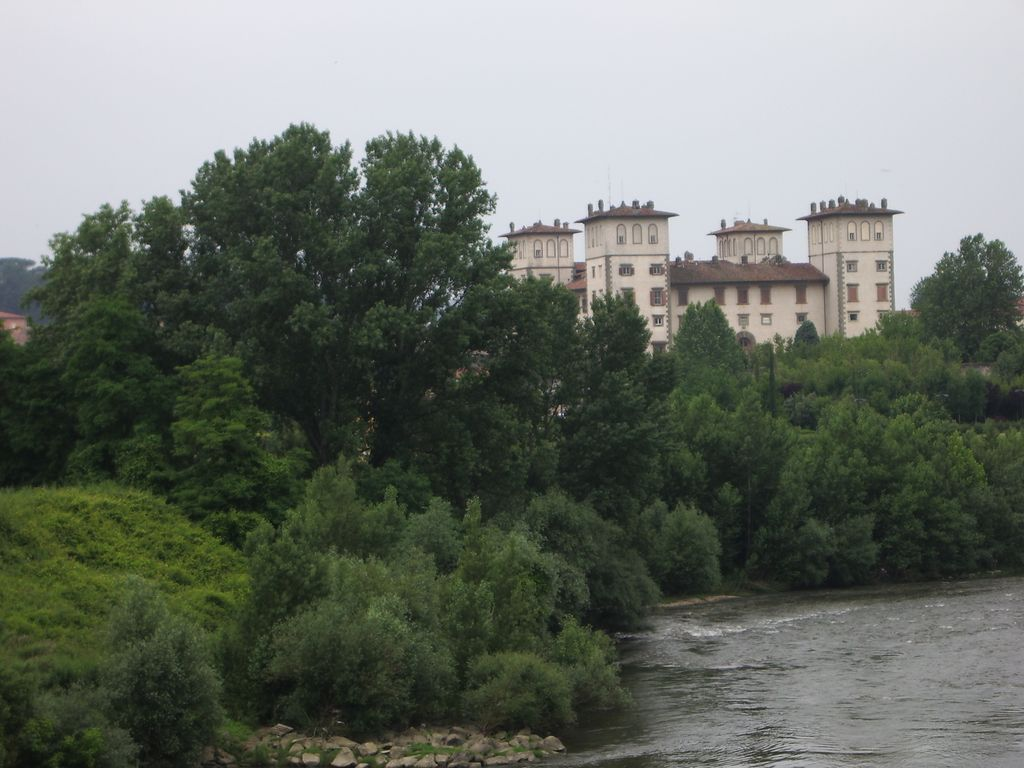
Villa medicea

### Architetture religiose
- Pieve di San Giovanni Evangelista
- Prioria di San Lorenzo
- Oratorio della Misericordia o dello Spirito Santo
- Chiesa dei Santi Quirico, Lucia e Pietro d'Alcantara
- Oratorio dell'Erta
- Chiesa di Santa Maria o di San Miniato
- Chiesa di Santa Maria a Sammontana
- Chiesa di San Michele Arcangelo a Luciano
- Chiesa di Santa Maria a Pulica
- Chiesa di Santa Maria a Fibbiana
- Cappella vecchia di San Michele Arcangelo a Luciano
- Chiesa di San Vito e Modesto in Fior di Selva

### Architetture civili
- Teatro Aurora
- Teatro Mignon
- Torre dei Frescobaldi
- Villa medicea dell'Ambrogiana
- Orto dei Frati
- Villa romana del Vergigno

## Società

### Evoluzione demografica
Abitanti censiti

### Etnie e minoranze straniere
Secondo i dati ISTAT al 1 gennaio 2023 la popolazione straniera residente era di 1119 persone, il 7,9% della popolazione. Le nazionalità maggiormente rappresentate erano:
Romania 340
Albania 192
Georgia 95
Marocco 91
Cina 80

## Cultura

### Istruzione

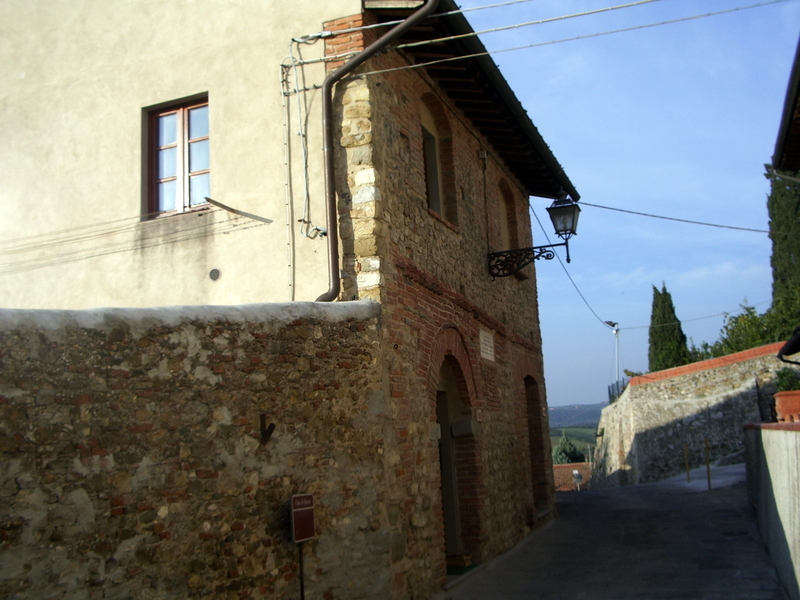
Casa natale di Baccio da Montelupo

#### Arte
- La scrittrice inglese Magdalen Nabb, soggiornò in città e vi ambientò il suo romanzo "The marshal and the murderer" del 1987
- Vi è morto nel 1963, e riposa nella cappella di famiglia del cimitero del castello, il cantante neomelodico Carlo Buti.
- Nella Prioria di San Lorenzo sono presenti affreschi dell'artista Corso di Buono del 1284.
- Vi è nato nel 1469 l'artista Baccio da Montelupo.

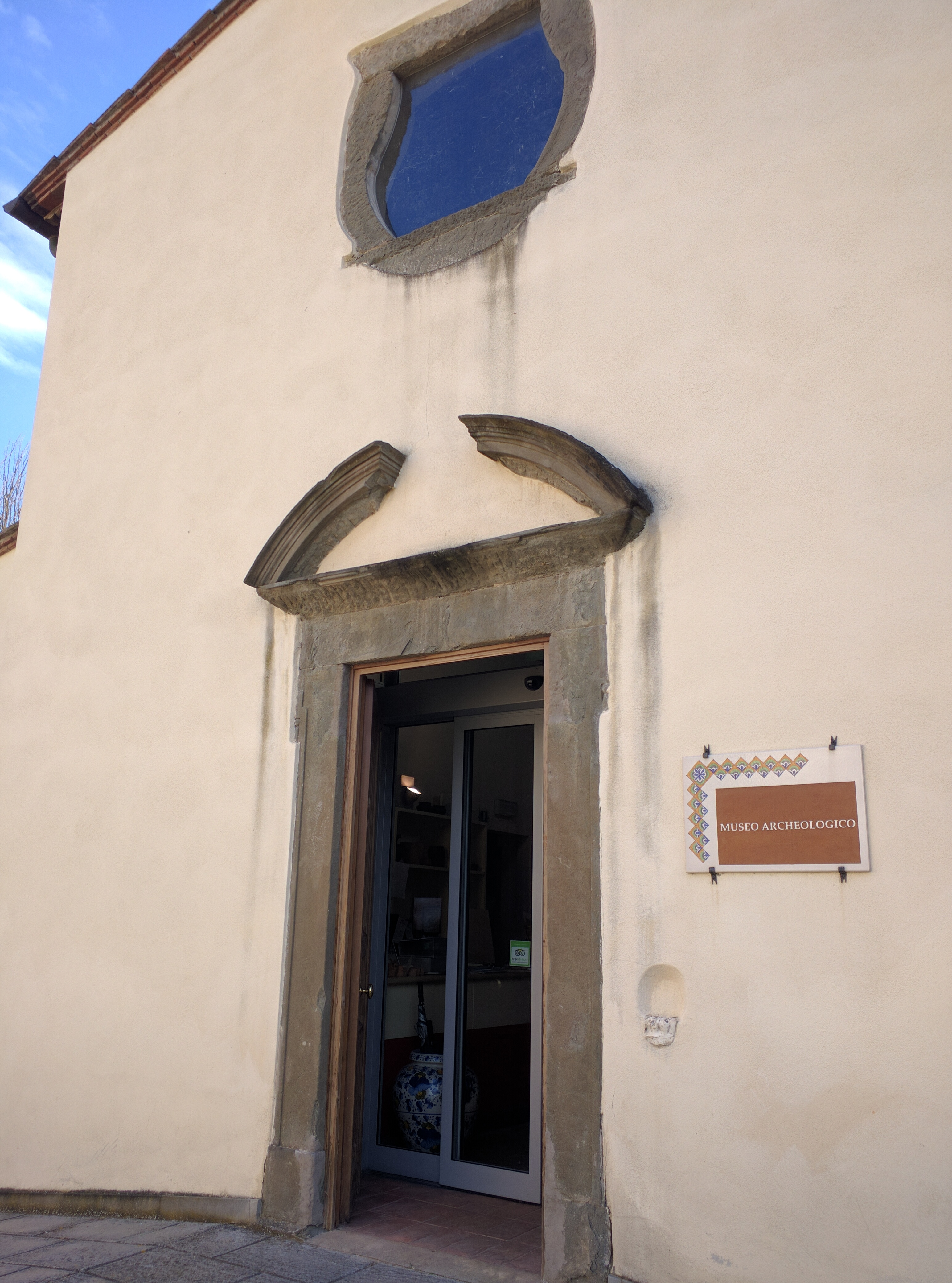
Museo archeologico di Montelupo

#### Ricerca
- Osservatorio Astronomico "Beppe Forti".[12]

#### Musei
- Museo della Ceramica
- Museo Archeologico
- Museo Archivio Bitossi
- Museo del Fiasco toscano

## Geografia antropica

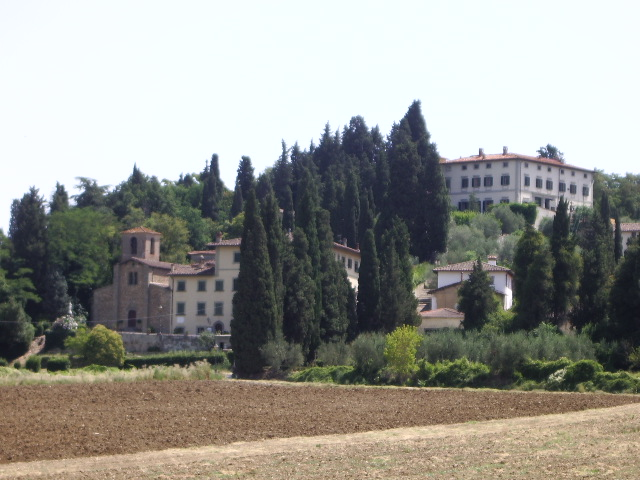
Frazione di Sammontana

### Frazioni

#### In pianura

##### A nord-est di Montelupo Fiorentino
- Samminiatello
- Camaioni

##### A sud-est di Montelupo Fiorentino

Frazioni del comune di Montelupo Fiorentino

- Graziani
- Turbone

##### A ovest di Montelupo Fiorentino
- Fibbiana
- La Torre
- San Quirico
- L'Erta

#### A sud di Montelupo Fiorentino
- Bobolino
- Sammontana

#### A sud-est di Montelupo Fiorentino
- Pulica
- La Villa

### Zone
- Zona industriale Le Pretella
- Zona industriale Il Castelluccio
- Ponterotto
- Sammontana

### Frazioni non indicate esplicitamente da cartelli stradali
- Ambrogiana
- Banchino
- Citerna
- San Vito in Fior di Selva

## Economia
Di rilievo e di antica tradizione è la lavorazione della ceramica (terracotta, maiolica e gres), quella del vetro artistico e da arredamento e la produzione di colori e pigmenti ceramici. Sono presenti anche importanti aziende del settore moda: scarpe, borse, abbigliamento e accessori. Sia l'industria della ceramica che quella del vetro attraversano una fase di profonda crisi, sia a causa della concorrenza dei paesi emergenti che per la mancanza di soluzioni strutturali all'emergenza condivise dagli imprenditori.
Per il settore del vetro è da ricordare che negli anni Sessanta erano attive nel territorio comunale circa 15 vetrerie artigiane con quasi 1 500 dipendenti, che costituivano la parte artistica del "Distretto Industriale del vetro" di Empoli, noto per la produzione delle bottiglie in vetro verde. A partire dalla metà degli anni Novanta il settore è entrato in crisi: tra le prime vittime della congiuntura economica vi fu la vetreria VAE, azienda leader in Italia per la produzione di vetro artistico da illuminazione, una delle più prospere realtà economiche montelupine con circa 110 addetti e circa 10 miliardi di lire di fatturato annuo nel 1990, chiusa nel 1995 e demolita nel febbraio 2007. Nel 2009 la Vetreria LUX, fondata nel 1967 sulle fondamenta della settecentesca Fornace Nardi de La Torre viene rilevata dalla ATON LUCE - LUX che ne tenta un rilancio, mentre la Vetreria Etrusca nata nel 1920 a Empoli, sposta lo stabilimento di produzione ad Altare in Liguria, lasciando a Montelupo sedi logistiche e direzionali.
Anche il settore della ceramica attraversa una fase di crisi, anche se non mancano segni di ripresa, che interessano essenzialmente la produzione di alta qualità. Ciò grazie fondamentalmente alla presenza del Museo della ceramica, che rappresenta il compimento del processo di riscoperta della grandezza delle ceramiche rinascimentali di Montelupo iniziato negli anni Settanta del secolo scorso. Le numerose attività a caratterizzazione turistica (mercatini, mostre, manifestazioni e feste) nate negli ultimi anni che ruotano intorno a tale istituzione, infatti, rappresentano un salvagente a cui molte piccole aziende si sono attaccate, nonché una concreta speranza di rinascita del settore.
È infine da rilevare che negli ultimi decenni si è assistito a una decisa crescita delle attività legate al comparto dell'edilizia, soprattutto nell'ambito della costruzione di nuovi edifici residenziali e produttivi. Tale fenomeno è strettamente collegato alla decisa crescita urbanistica e demografica che ha caratterizzato Montelupo dal 1990 al 2015.

## Infrastrutture e trasporti

### Strade
Il comune è servito da un'uscita omonima sulla SGC Firenze-Pisa-Livorno, dalla strada statale 67 Tosco-Romagnola e dalla strada provinciale 12.

### Ferrovie
Il comune è servito dalla stazione di Montelupo-Capraia, sulla ferrovia Leopolda.

### Piste ciclopedonali
Il comune è servito da due piste ciclopedonali che costeggiano i due corsi d'acqua principali:
- Pista ciclopedonale della Pesa: fiancheggia il torrente Pesa, passando per le frazioni di: Pulica, Turbone e Graziani, e per il centro storico; per poi confluire nei pressi della villa dell'Ambrogiana nel fiume Arno.
- Ciclovia dell'Arno: fiancheggia il fiume Arno, passando per le frazioni di: Camaioni e Samminiatello, per poi raggiungere il centro storico di Montelupo e la villa dell'Ambrogiana (dove si immette la Pesa), finendo poi nella frazione della Torre: la pista continua ma nel comune di Empoli.

## Amministrazione
Di seguito è presentata una tabella relativa alle amministrazioni che si sono succedute in questo comune.
| Periodo        | Periodo        | Primo cittadino | Partito                                                        | Carica  | Note   |
| -------------- | -------------- | --------------- | -------------------------------------------------------------- | ------- | ------ |
| 27 giugno 1985 | 6 giugno 1990  | Sergio Calosi   | Partito Comunista Italiano                                     | Sindaco | [ 13 ] |
| 12 giugno 1990 | 24 aprile 1995 | Marco Montagni  | Partito Democratico della Sinistra, Partito Comunista Italiano | Sindaco | [ 13 ] |
| 24 aprile 1995 | 14 giugno 1999 | Marco Montagni  | Progressisti                                                   | Sindaco | [ 13 ] |
| 14 giugno 1999 | 14 giugno 2004 | Marco Montagni  | centro-sinistra                                                | Sindaco | [ 13 ] |
| 15 giugno 2004 | 8 giugno 2009  | Rossana Mori    | lista civica                                                   | Sindaco | [ 13 ] |
| 8 giugno 2009  | 26 maggio 2014 | Rossana Mori    | lista civica                                                   | Sindaco | [ 13 ] |
| 26 maggio 2014 | 27 maggio 2019 | Paolo Masetti   | Partito Democratico                                            | Sindaco | [ 13 ] |
| 27 maggio 2019 | 10 giugno 2024 | Paolo Masetti   | Partito Democratico                                            | Sindaco | [ 13 ] |
| 11 giugno 2024 | in carica      | Simone Londi    | Partito Democratico                                            | Sindaco | [ 13 ] |

### Gemellaggi
- Manises
- Moustiers-Sainte-Marie
- Beaucaire
- Nove

## Sport

### Calcio
La principale squadra di calcio della città è l'U.S.C. Montelupo A.S.D. che milita nel campionato di Promozione. Il colore sociale è l'amaranto.

### Ginnastica ritmica e artistica, pallavolo
Queste discipline sportive sono portate avanti dall'Associazione Polisportiva Montelupo (ASP) con un palmares importante.